# Фолстон (Пенсилванија)
Фолстон (енгл. Fallston) град је у америчкој савезној држави Пенсилванија.

## Демографија
По попису из 2010. године број становника је 266, што је 41 (-13,4%) становника мање него 2000. године.
| Група             | 2000.       | 2010.       |
| Белци             | 287 (93,5%) | 251 (94,4%) |
| Афроамериканци    | 17 (5,5%)   | 7 (2,6%)    |
| Азијати           | 0 (0,0%)    | 0 (0,0%)    |
| Хиспаноамериканци | 0 (0,0%)    | 2 (0,8%)    |
| Укупно            | 307         | 266         |